# Jour de la Naksa
Ne doit pas être confondu avec Journée de la Nakba.

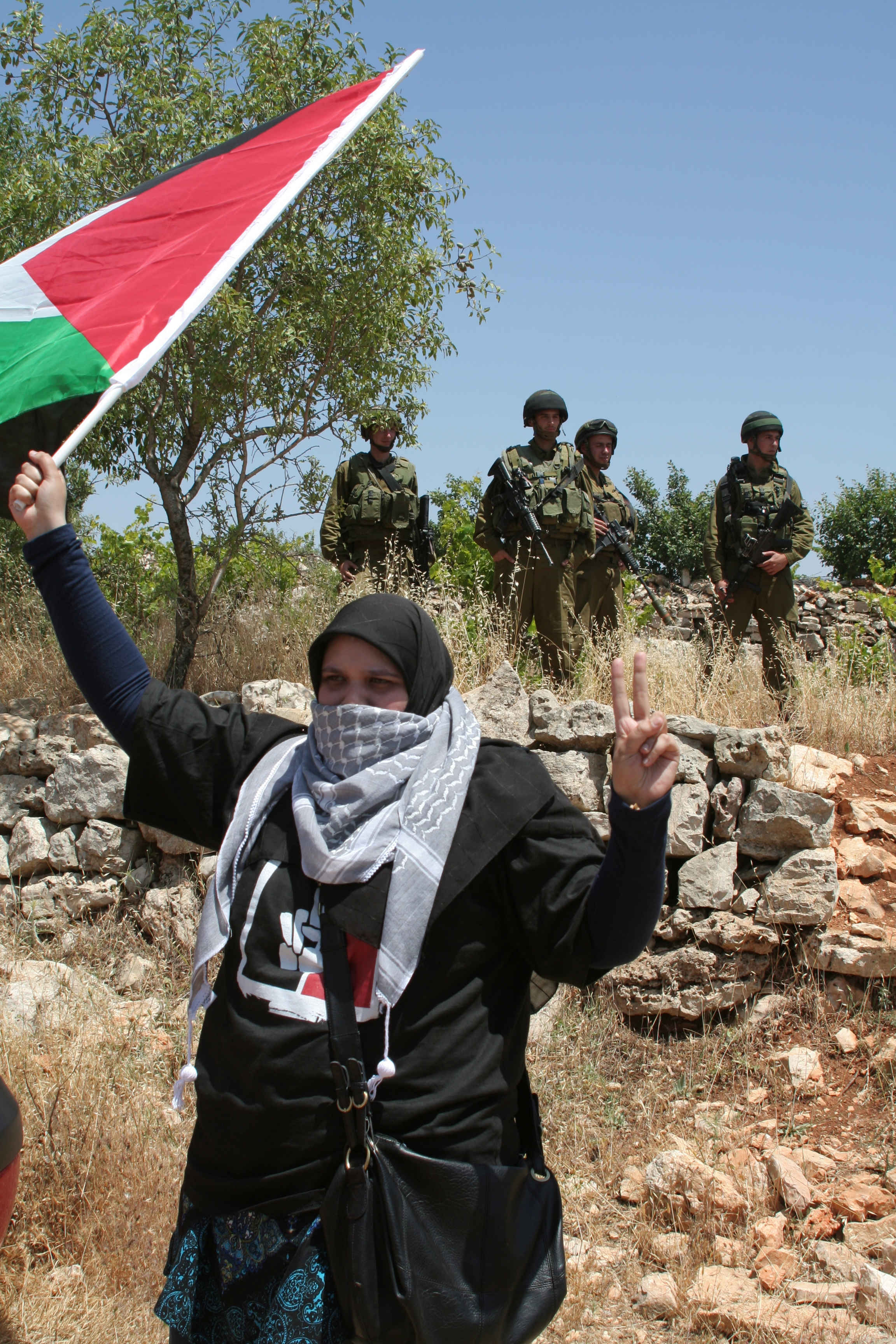
Manifestation palestinienne à Beit Ommar, en Cisjordanie occupée, lors du Jour de la Naska, sous la surveillance de militaires israéliens, juin 2011.

Le jour de la Naksa ((ar) النكسة, le revers) est un jour de commémoration du peuple palestinien. Il a lieu le 5 juin de chaque année et marque l'exode de 300 000 Palestiniens qui accompagne la victoire israélienne lors de la guerre des Six Jours en 1967 et au cours de laquelle Israël prend le contrôle notamment de la Cisjordanie, de Jérusalem-Est et de la bande de Gaza.
Un exode précédent connu sous le nom de Nakba se produit durant la guerre de Palestine de 1948 et est commémoré le 15 mai de chaque année. 